# Gerichtsbezirk Villach

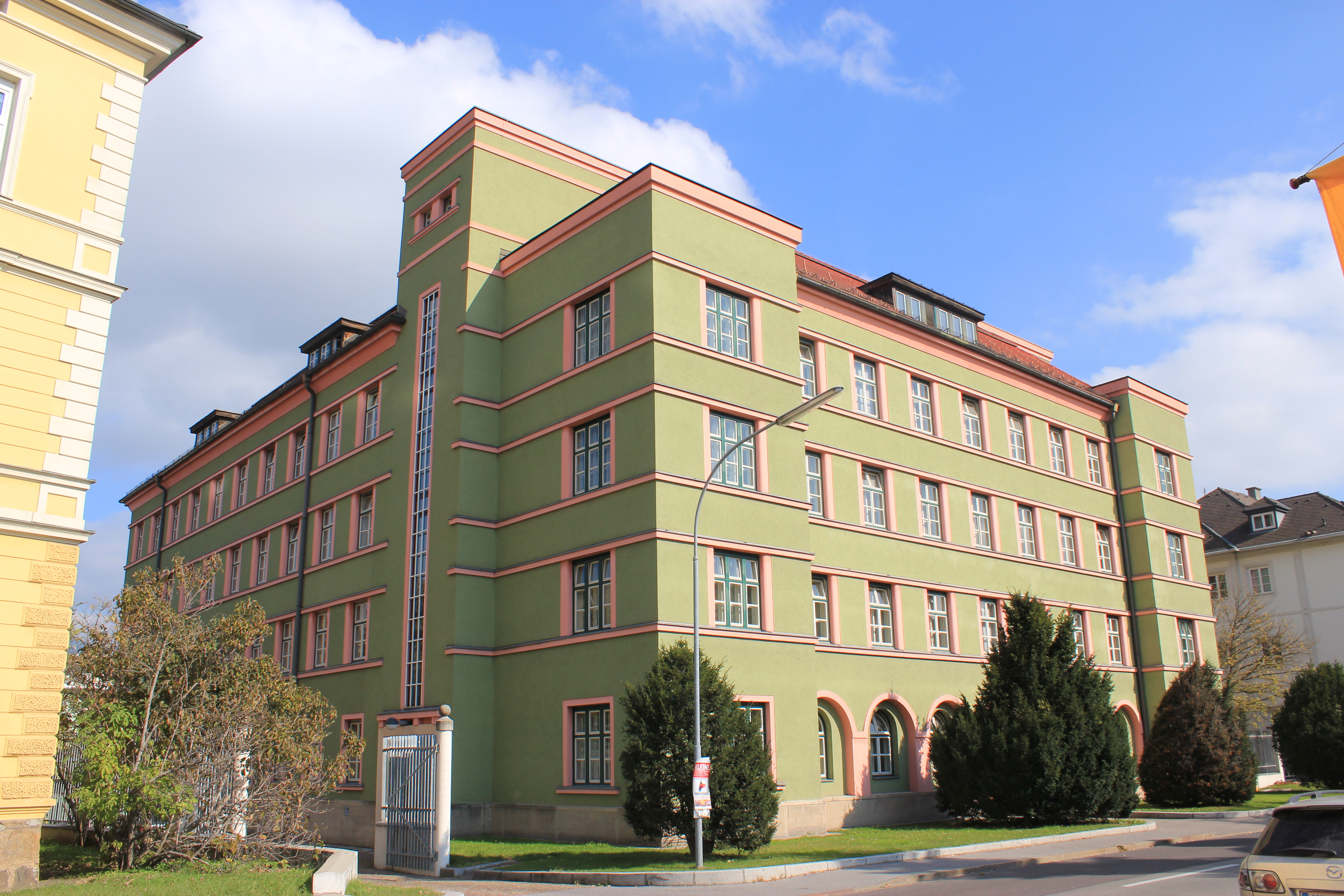
Bezirksgericht Villach

Der Gerichtsbezirk Villach ist einer von elf Gerichtsbezirken in Kärnten und umfasst die Statutarstadt Villach und den politischen Bezirk Villach Land. Der übergeordnete Gerichtshof ist das Landesgericht Klagenfurt.

## Geschichte
- 1923 wurde der Gerichtsbezirk Arnoldstein aufgelöst.
- 1977 wurde der Gerichtsbezirk Paternion (Gemeinden Ferndorf, Fresach, Paternion, Stockenboi und Weißenstein) aufgelöst und die Gemeinden wurden dem Gerichtsbezirk Villach zugewiesen.
- 1978 wurde der Gerichtsbezirk Rosegg (Gemeinden Rosegg, Sankt Jakob im Rosental und Velden am Wörther See) aufgelöst und die Gemeinden wurden ebenfalls dem Gerichtsbezirk Villach zugewiesen.

## Gerichtssprengel
Einwohner: Stand 1. Jänner 2024

### Statutarstadt
- Villach (65.600 Ew.)

### Marktgemeinden
- Arnoldstein (7.143)
- Bad Bleiberg (2.166)
- Nötsch im Gailtal (2.340)
- Paternion (5.767)
- Rosegg (1.905)
- Sankt Jakob im Rosental (4.342)
- Treffen am Ossiacher See (4.601)
- Velden am Wörther See (9.098)
- Weißenstein (2.910)

### Gemeinden
- Afritz am See (1.454)
- Arriach (1.341)
- Feistritz an der Gail (650)
- Feld am See (1.060)
- Ferndorf (2.024)
- Finkenstein am Faaker See (9.402)
- Fresach (1.243)
- Hohenthurn (908)
- Stockenboi (1.550)
- Wernberg (5.650)